# 4 Bałtycki Oddział WOP
Bałtycki Oddział WOP nr 4 – zlikwidowany oddział w strukturze organizacyjnej Wojsk Ochrony Pogranicza pełniący służbę graniczną na granicy morskiej.

## Formowanie i zmiany organizacyjne
4 Bałtycki Oddział WOP JW 1836 (Zarządzenie SzSG Nr 053/Org. 30 marca 1946) został sformowany w 1946 na bazie 4 Oddziału Morskiego Ochrony Pogranicza, na podstawie rozkazu NDWP nr 0153/org. z 21 września 1946. Oddział posiadał cztery komendy, 20 strażnic, stan etatowy wynosił 1804 żołnierzy i 13 pracowników cywilnych. Sztab oddziału stacjonował w Słupsku i Koszalinie. W 1947 rozformowano grupę manewrową oddziału, a w jej miejsce powołano szkołę podoficerską o etacie 34 oficerów i podoficerów oraz 140 elewów.
Rozformowany w 1948. Na jego bazie powstała 12 Brygada Ochrony Pogranicza.

## Skład organizacyjny
W 1946:
- Dowództwo sztab i pododdziały dowodzenia
- Grupa manewrowa, a od 1947 szkoła podoficerska
- 15 komenda odcinka - Międzyzdroje[b][7]
- 16 komenda odcinka - Trzebiatów
- 17 komenda odcinka – Koszalin
- 18 komenda odcinka – Ustka
- Morska Graniczna Placówka Kontrolna Kołobrzeg
- Morska Graniczna Placówka Kontrolna Ustka
- Przejściowy Punkt Kontrolny Darłowo - morski[8].

We wrześniu 1946 stan etatowy oddziału przewidywał: 4 komendy, 20 strażnic, 1804 wojskowych i 14 pracowników cywilnych.
W 1947 dokonano zmiany w strukturze oddziału, rozkazem 013 z 21 marca, 15 Komendę Odcinka Międzyzdroje przekazano dla Szczecińskiego Oddziału WOP nr 3, a 90 strażnicę Łeba ze składu KO Ustka przekazano do KO Lębork. Rozformowano Grupę Manewrową i sformowano Szkołę Podoficerską na podstawie rozkazu Ministra Obrony Narodowej nr 077/Org. z dnia 3 marca 1947. Po reorganizacji w 1947 było to: 3 komendy odcinków, 15 strażnic, 1199 wojskowych i 13 pracowników cywilnych.

## Żołnierze oddziału

### Dowódcy oddziału
- ppłk Józef Hajdukiewicz (10.09.1946–1.10.1946)
- ppłk Feliks Miodowski (1.10.1946–1.04.1947).

### Podoficerowie i szeregowcy
- Tadeusz Dziekan.

## Przekształcenia
4 Oddział Morski Ochrony Pogranicza → 4 Bałtycki Oddział WOP → 12 Brygada Ochrony Pogranicza → 15 Brygada WOP → 15 Bałtycka Brygada WOP → Bałtycka Brygada WOP → Bałtycki Oddział WOP